# سوترا

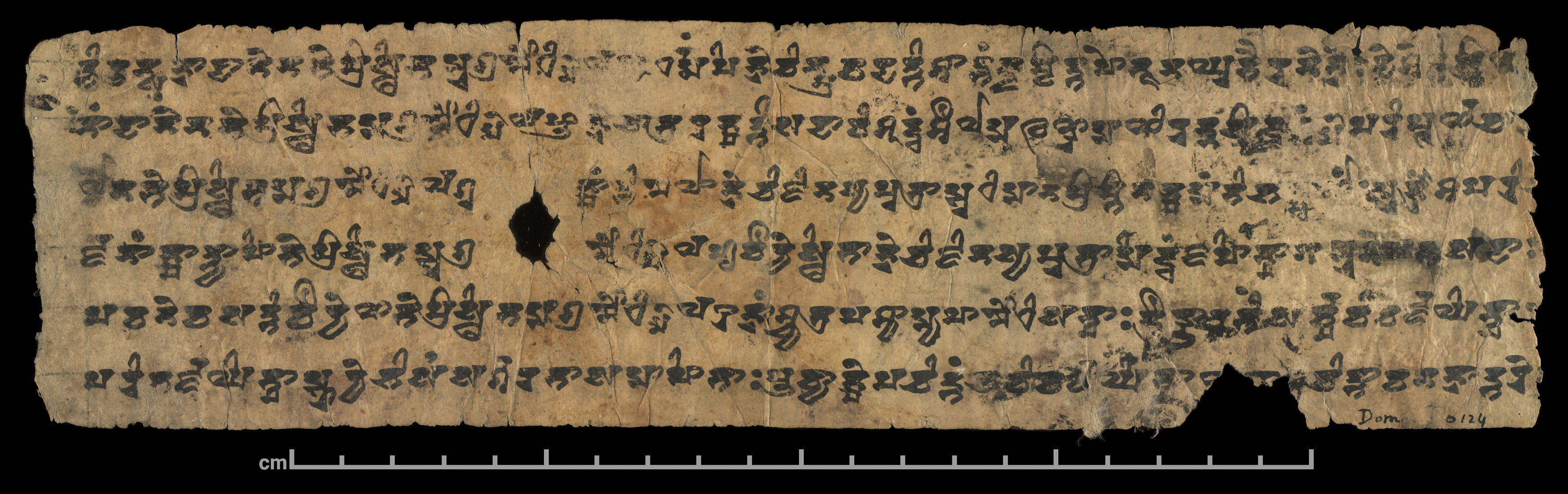
نص باللغة السنسكريتية من سوترا لوتس.

سوترا (sūtra باللغة السنسكريتية सूत्र) هي كلمة سنسكريتية تعني "سُنَّة"، وهي تحمل في تقاليد الأدب والفلسفة الهندية معنى يشير إلى حكم وأقوال مأثورة مكتوبة على شكل نص.
تستخدم كلمة سوترا للإشارة إلى النصوص الهندية الدينية القديمة لكل من الهندوسية والبوذية والجاينية.
في البوذية، السوترا، والمعروفة أيضًا باسم سوتا، هي كتب مقدسة قانونية، ويُنظر إلى العديد منها على أنها سجلات للتعاليم الشفهية لغوتاما بوذا. إنها ليست قولًا مأثورًا، ولكنها نصوص مفصلة ومُسهبة. وبذلك فقد يُنظر إليها على أنها مُشتقة من sūkta (أي الحديث الحسن)، وليس من sūtra (سُنَّة thread).

## اقرأ أيضاً
- هندوسية
- بوذية
- جاينية
- سوترانتيكا